# Coenosia solita
Coenosia solita este o specie de muște din genul Coenosia, familia Muscidae. A fost descrisă pentru prima dată de Walker în anul 1853. Conform Catalogue of Life specia Coenosia solita nu are subspecii cunoscute.